# Sonnberg, Krems in Kärnten
Sonnberg je naselje v Občini Krems in Kärnten v Okraju Špital ob Dravi  na Koroškem v Avstriji.